# Темирханов, Сослан Гаврилович
Сослан Гаврилович Темирханов (осет. Темырханты Сослан; имя при крещении Иван; псевдоним Вано; 2 апреля 1881, Ага-Батыр — 1925) — осетинский писатель, этнограф. Автор первой книги по осетинской истории на осетинском языке.

## Биография
При крещении он получил имя Иван, поэтому все родственники и знакомые звали его Вано. В 1901 году поступил в Тифлисское юнкерское училище, а в мае 1904 года был выпущен в чине подпоручика. Участвовал в Русско-японской войне, был награждён орденом Святой Анны 4-й степени с надписью «За храбрость в Русско-японской войне 1904—1905 гг». Начиная с 1906—1907 годов известны его литературные публикации — фельетоны и рассказы в газете «Ног цард» («Новая жизнь», Тифлис).
В ноябре 1912 года стал штабс-капитаном, но одновременно с военной службой не оставлял интереса к истории и творчеству. В 1913 году отдельным изданием на осетинском языке выходит книга «Иры истори» («История Осетии»). С началом Первой мировой войны, Темирханов получает звание капитана, а в 1915-м — подполковника. Был награждён орденами Святого Владимира с мечами и бантом.
В 1920 году Темирханов, работая во Владикавказе и занимая разные должности, сотрудничал с газетой «Кермен». Писал в основном на осетинском языке, но в архиве Института гуманитарных исследований Северной Осетии обнаружены две рукописи на русском языке, датированные июнем 1922 года: исторический очерк «Осетины» и «Народная религия осетин», а также справка: «…Темирханов Сослан известен в осетинской литературе как… собиратель памятников истории народного творчества Осетии, знаток и переводчик на осетинский язык». В 1923 году переезжает в Моздок, занимается сбором и изучением сведений о моздокских и кубанских осетинах. Этнографические работы Темерханова в основном утрачены, «но даже то, что известно на сегодняшний день из рукописей и публикаций Сослана, является свидетельством того, что он оставил заметный след в нашей культуре, истории, литературе, языке», — писал В. Кесаев, главный редактор газеты Растдзинад, в очерке «Отважный сын Осетии» 30 декабря 1989 года.
Репрессирован в 1925 году, дальнейшая судьба неизвестна. Реабилитирован постановлением президиума Ставропольского краевого суда от 16 января 1989 года.

## История Осетии
Книга содержит посвящение известному кавказоведу Всеволоду Миллеру и описывает историю Осетии по эпохам и периодам. Современные специалисты оценивают трактовку автором исторических событий как чересчур вольную м субъективную. Ещё более сокрушительную критику «„Истории Осетии“, автор которой благоразумно скрыл свою настоящую фамилию под псевдонимом „Вано“» атрибутируют первому в Осетии доктору исторических наук Георгию Кокиеву. Однако, по мнению доктора исторических наук, профессора Ю. В. Хоруева: «Вано Темирханову следовало ещё при жизни поставить памятник только за то, что он первым на осетинском языке написал историю Осетии».

## Народная религия осетин
Популярность этой работы можно отнести к распространённости «народных» («традиционных») религиозных верований среди осетин, приём независимо от того, являются они христианами или мусульманами или не являются таковыми. В основе этих доавраамических представлений лежит вера в Бога (Хуыцау). В связи с этим цитируется работа «Народная религия осетин» в которой Темирханов отмечает, что единый Бог в этих верованиях не имеет изображений и не является источником Слова Божьего и фактически присутствует в этих религиозных воззрениях не как сущность, а скорее как совесть, нравственность, стремление к общему благу.

## Семья
- Родители: отец Гаврил Алексеевич Темирханов, мать Екатерина Андреевна Габуева.
- Брат, четыре сестры. Племянница — Тамара Николаевна Сагутонова, кандидат химических наук, доцент, основной источник биографических сведений о Темирханове[1].

## Память
В ноябре 1993 года состоялось открытие мемориальной доски на доме № 50 по улице Кирова в Моздоке (скульптор Михаил Дзбоев) памяти Сослана Темирханова.